# Myotis schaubi
Myotis schaubi — вид рукокрилих роду Нічниця (Myotis).

## Поширення, поведінка
Проживання: Вірменія, Іран. Ймовірно, населяє ліси та чагарники і спочиває в печерах, скельних тріщинах і будівлях.